# Atherurus macrourus
Atherurus macrourus és una espècie de mamífer rosegador de la família dels porcs espins del Vell Món. Viu a Bangladesh, la Xina, l'Índia, Laos, Malàisia, Myanmar, Tailàndia i el Vietnam. Es tracta d'un animal nocturn. El seu hàbitat natural són els boscos montans tropicals i subtropicals. Es creu que no hi ha cap amenaça significativa per a la supervivència d'aquesta espècie, tot i que està afectat per la destrucció d'hàbitat, la caça i els atropellaments.